# Symplocos blancae
Symplocos blancae är en tvåhjärtbladig växtart som beskrevs av B. Ståhl. Symplocos blancae ingår i släktet Symplocos och familjen Symplocaceae. Inga underarter finns listade i Catalogue of Life.